# James Randi Educational Foundation
Die James Randi Educational Foundation (JREF) ist eine gemeinnützige Organisation der Skeptikerbewegung, die 1996 von James Randi gegründet wurde, nachdem dieser 1994 aus der CSICOP ausgetreten war. Die Ziele der Gesellschaft sind die wissenschaftliche Erforschung von Parawissenschaften und die Aufklärung der Öffentlichkeit und der Medien über die Konsequenzen, paranormale und supernormale Behauptungen zu akzeptieren. Deswegen wird die Gesellschaft des Öfteren von Personen, die behaupten übernatürliche Fähigkeiten zu besitzen, angegriffen.
Bekannt wurde die JREF vor allem durch die Belohnung von einer Million US-Dollar für denjenigen, der unter wissenschaftlichen Bedingungen paranormale Fähigkeiten unter Beweis stellen kann.
Der Sitz ist in Fort Lauderdale, Florida, und wird durch Mitgliederbeiträge, Spenden und den Verkauf von Büchern und Videos  finanziert.
Am 4. August 2008 gab James Randi die Position des Präsidenten ab. Sein Nachfolger ist Phil Plait.

## Die Eine-Million-Dollar-Herausforderung
Im Jahr 1964 versprach Randi demjenigen, der paranormale Fähigkeiten unter objektiven Bedingungen belegen konnte, 1.000 $, die er aus eigener Tasche bezahlen wollte. Später erhöhte er den Betrag auf 10.000 $. Seit damals stieg das Preisgeld weiter an und stand schließlich bei einer Million Dollar. Seither konnte niemand paranormale Fähigkeiten unter Beweis stellen und damit das Preisgeld für sich sichern.
Bedingung für die Teilnahme ist,  dass beide Parteien – sowohl Randi als auch der Kandidat – sich im Voraus einig werden, wann ein Test als „Erfolg“ bzw. als „Fehlschlag“ gewertet wird. Diese Forderung wird von Skeptikern als Grund dafür angesehen, warum so viele Personen in vorgeblichem Besitz paranormaler Fähigkeiten nicht an der Herausforderung teilnehmen wollen. Falls sich Randi und der Kandidat nicht einig werden, kann eine dritte Person hinzugezogen werden, welche dann über die Regeln entscheidet.
Ähnliche Herausforderungen von anderen Organisationen werden online von JREF publiziert.
Nach dem Rückzug James Randis ins Privatleben wurde im Januar 2015 die „Eine-Million-Dollar-Herausforderung“ eingestellt. Der Stiftungsrat beschloss, mit dem Kapital der Stiftung stattdessen Projekte finanziell zu unterstützen, die kritisches Denken und eine an Tatsachen orientierte Weltsicht fördern.

### Kritik und Änderung der Teilnahmebedingungen
Kritiker Randis behaupten, seine Herausforderung sei unaufrichtig. Randi würde sicherstellen, dass er das Geld niemals auszahlen müsse. Diesem Vorwurf tritt die JREF mit dem Hinweis entgegen, das Geld sei nachweislich vorhanden (in Form eines Wertpapierdepots bei Goldman Sachs) und müsse nach geltendem Recht einem Gewinner auch vertragsgemäß zugewendet werden.
Einige Kritiker sehen die sofortige Abweisung mancher Bewerber als Indiz für eine Unaufrichtigkeit Randis. Beispielsweise bewarb sich 1999 ein deutscher Aspirant – Rico Kolodzey – um den Preis. Kolodzey behauptete, er könne sich allein von Licht ernähren, und erklärte sich dazu bereit, dies unter wissenschaftlichen Testbedingungen zu demonstrieren. Randi antwortete darauf, Kolodzey sei ein Lügner und Schwindler, und lehnte es ab, die Behauptung zu testen, da die Behauptung augenscheinlich komplett absurd und untestbar sei. Fünf Jahre später wurden die Teilnahmebedingungen entsprechend geändert, dass Behauptungen, bei denen das Testobjekt sich in physische Gefahr begebe, künftig nicht mehr für die Eine-Million-Dollar-Herausforderung in Betracht gezogen werden.
Trotz der Ablehnung Kolodzeys und der geänderten Teilnahmebedingungen forderte Randi am 1. Juli 2005 die Australierin Ellen Greve, die in Büchern und Vorträgen behauptet, schon seit über 12 Jahren von „Lichtnahrung“ zu leben, auf, an der Eine-Million-Dollar-Herausforderung teilzunehmen, und ihre Behauptung, keine „stoffliche“ Nahrung zum Leben zu benötigen, zu beweisen. Dies lehnte Greve jedoch ab. Auch die von Greve behauptete besondere Form ihrer DNA (zwölf statt zwei Stränge) wurde nicht verifiziert.
Am 19. Mai 2006 machte Randi eine weitere Ausnahme von der Regel und fing an, privat mit Kolodzey über einen Test zu verhandeln. Nach 100 Tagen Verhandlungen um die Testbedingungen ohne Ergebnis ging Randi an die Öffentlichkeit und kommentierte, dass Kolodzey von dem Test zurückgetreten sei, nachdem er sich lautstark darüber beschwert hatte, nicht getestet zu werden.
Ray Hyman, Fellow und Mitglied des Exekutivkomitees des Committee for the Scientific Investigation of Claims of the Paranormal, sagte in Bezugnahme auf Randis Herausforderung, in Naturwissenschaften reiche ein einzelner Test nicht aus, um eine Angelegenheit zu bewerten. „Beweise in Naturwissenschaften erfordern Reproduzierbarkeit.“
Im März 2007 hat die Organisation die Testbedingungen und Aufnahmekriterien erneut geändert. Vor allem wurden die Vortests abgeschafft. Anwärter müssen des Weiteren öffentliche Vorführungen durchgeführt haben und durch ein Mitglied der akademischen Gemeinschaft unterstützt werden. Diese Voraussetzungen seien leicht von jedem erfüllbar, der einen der lokalen, kleineren Preise gewonnen habe.
Diese Änderungen seien in erster Linie notwendig gewesen, weil die meisten Anwärter nicht bei voller geistiger Gesundheit oder nicht in der Lage gewesen seien, ihre Fähigkeiten zu ihrer eigenen Zufriedenheit zu demonstrieren. Die Bearbeitung dieser Anfragen habe sowohl einen großen Zeitaufwand dargestellt, als auch den Anwärtern geschadet. Des Weiteren sei der Preis von Anfang an eher für die prominentesten Paranormalisten gedacht gewesen, die gezwungen werden sollten, ihre Behauptungen unter Laborbedingungen unter Beweis zu stellen. Die Foundation sei zu dem Schluss gekommen, dass man diese Aufgabe durch den komplizierten und kostspieligen Aufnahmeprozess aus den Augen verloren habe und sie sich wieder darauf konzentrieren müsse, Paranormalisten gezielt und aggressiv anzugehen, um ihnen wenig Ausreden zu lassen, warum sie sich nicht den Tests stellen wollen.